# Бактуш
Бактуш (англ. Bouctouche) — містечко в Канаді, у провінції Нью-Брансвік, у складі графства Кент.

## Населення
За даними перепису 2016 року, містечко нараховувало 2361 особу, показавши скорочення на 2,6%, порівняно з 2011-м роком. Середня густина населення становила 130,5 осіб/км².
З офіційних мов обидвома одночасно володіли 1 860 жителів, тільки англійською — 110, тільки французькою — 330. Усього 25 осіб вважали рідною мовою не одну з офіційних, з них 5 — українську.
Працездатне населення становило 58,2% усього населення, рівень безробіття — 15,9% (16,8% серед чоловіків та 15,3% серед жінок). 90,7% осіб були найманими працівниками, а 8,4% — самозайнятими.
Середній дохід на особу становив $34 293 (медіана $27 256), при цьому для чоловіків — $38 752, а для жінок $30 520 (медіани — $30 912 та $25 301 відповідно).
19,6% мешканців мали закінчену шкільну освіту, не мали закінченої шкільної освіти — 40,1%, 40,3% мали післяшкільну освіту, з яких 25% мали диплом бакалавра, або вищий, 10 осіб мали вчений ступінь.
| Статево-вікова структура населення | Статево-вікова структура населення | Статево-вікова структура населення | Статево-вікова структура населення | Статево-вікова структура населення |
| ---------------------------------- | ---------------------------------- | ---------------------------------- | ---------------------------------- | ---------------------------------- |
|                                    |                                    |                                    |                                    |                                    |
| Всього                             | Всього                             | 47,5%52,5%                         |                                    |                                    |
| 0 — 14 років                       | 0 — 14 років                       |                                    | 11,2%                              | 11,2%                              |
| 15 — 64 років                      | 15 — 64 років                      |                                    | 63,4%                              | 63,4%                              |
| 65 і більше                        | 65 і більше                        |                                    | 25,4%                              | 25,4%                              |
| 85 і більше                        | 85 і більше                        |                                    | 3,2%                               | 3,2%                               |
| Середній вік (років)               | Середній вік (років)               | 47,249,0                           | 48,1                               | 48,1                               |
| Медіана (років)                    | Медіана (років)                    | 51,451,6                           | 51,5                               | 51,5                               |
| — чоловіки — жінки                 |                                    |                                    |                                    |                                    |

| Походження мешканців:     | Походження мешканців:     | Походження мешканців: | Походження мешканців: | Походження мешканців: |
| ------------------------- | ------------------------- | --------------------- | --------------------- | --------------------- |
| Походження                |                           |                       | осіб                  | %                     |
| Корінні американці        | Корінні американці        |                       | 180                   | 8.02%                 |
| Інше північноамериканське | Інше північноамериканське |                       | 1 850                 | 82.41%                |
| Європейське               | Європейське               |                       | 835                   | 37.19%                |
| британське                | британське                |                       | 275                   | 12.25%                |
| французьке                | французьке                |                       | 665                   | 29.62%                |
| Африканське               | Африканське               |                       | 10                    | 0.45%                 |
| Азійське                  | Азійське                  |                       | 25                    | 1.11%                 |
| Океанійське               | Океанійське               |                       | 10                    | 0.45%                 |

| Зайнятість населення за галузями (за класифікацією NOC): | Зайнятість населення за галузями (за класифікацією NOC): | Зайнятість населення за галузями (за класифікацією NOC): | Зайнятість населення за галузями (за класифікацією NOC): | Зайнятість населення за галузями (за класифікацією NOC): |
| -------------------------------------------------------- | -------------------------------------------------------- | -------------------------------------------------------- | -------------------------------------------------------- | -------------------------------------------------------- |
|                                                          |                                                          |                                                          |                                                          |                                                          |
| Управління                                               | Управління                                               |                                                          | 7,1%                                                     | 7,1%                                                     |
| Бізнес, фінанси та адміністрування                       | Бізнес, фінанси та адміністрування                       |                                                          | 10,3%                                                    | 10,3%                                                    |
| Природничі та прикладні науки                            | Природничі та прикладні науки                            |                                                          | 2,7%                                                     | 2,7%                                                     |
| Охорона здоров'я                                         | Охорона здоров'я                                         |                                                          | 6,3%                                                     | 6,3%                                                     |
| Освіта, правозахист, муніципальні та урядові служби      | Освіта, правозахист, муніципальні та урядові служби      |                                                          | 12,1%                                                    | 12,1%                                                    |
| Роздрібна торгівля та послуги                            | Роздрібна торгівля та послуги                            |                                                          | 25%                                                      | 25%                                                      |
| Гуртова торгівля, транспорт та обладнання                | Гуртова торгівля, транспорт та обладнання                |                                                          | 20,1%                                                    | 20,1%                                                    |
| Природні ресурси, сільське господарство                  | Природні ресурси, сільське господарство                  |                                                          | 3,6%                                                     | 3,6%                                                     |
| Виробництво                                              | Виробництво                                              |                                                          | 12,9%                                                    | 12,9%                                                    |

## Клімат
Середня річна температура становить 5,3°C, середня максимальна – 22,9°C, а середня мінімальна – -14,6°C. Середня річна кількість опадів – 1 150 мм.
| Клімат поселення                              | Клімат поселення | Клімат поселення | Клімат поселення | Клімат поселення | Клімат поселення | Клімат поселення | Клімат поселення | Клімат поселення | Клімат поселення | Клімат поселення | Клімат поселення | Клімат поселення | Клімат поселення |
| Показник                                      | Січ.             | Лют.             | Бер.             | Квіт.            | Трав.            | Черв.            | Лип.             | Серп.            | Вер.             | Жовт.            | Лист.            | Груд.            |                  |
| Середній максимум, °C                         | −3,4             | −2,38            | 2,57             | 8,39             | 15,12            | 20,70            | 22,92            | 22,22            | 17,33            | 11,52            | 5,61             | −1,48            |                  |
| Середня температура, °C                       | −9               | −7,97            | −3               | 2,78             | 9,53             | 15,12            | 19,20            | 18,50            | 13,60            | 7,78             | 1,87             | −5,21            |                  |
| Середній мінімум, °C                          | −14,6            | −13,57           | −8,63            | −2,8             | 3,93             | 9,51             | 15,44            | 14,73            | 9,85             | 4,03             | −1,88            | −8,96            |                  |
| Норма опадів, мм                              | 106              | 88               | 97               | 89               | 100              | 95               | 100              | 86               | 88               | 94               | 104              | 103              |                  |
| Середньомісячна швидкість вітру, м/с          | 4.87             | 4.73             | 4.86             | 4.69             | 4.35             | 3.92             | 3.59             | 3.54             | 3.88             | 4.36             | 4.65             | 4.95             |                  |
| Середньомісячна сонячна радіація, кДж/м²·день | 5173             | 8598             | 12283            | 15151            | 18250            | 20303            | 20010            | 17543            | 13078            | 8280             | 4811             | 3879             |                  |
| --------------------------------------------- | ---------------- | ---------------- | ---------------- | ---------------- | ---------------- | ---------------- | ---------------- | ---------------- | ---------------- | ---------------- | ---------------- | ---------------- | ---------------- |
| Джерело:                                      |                  |                  |                  |                  |                  |                  |                  |                  |                  |                  |                  |                  |                  |